# Alexander Cudmore
Alexander Cudmore (St. Louis, 10 febbraio 1888 – St. Louis, 18 dicembre 1944) è stato un calciatore statunitense, di ruolo attaccante.
Nel 1904 fece parte della squadra del Christian Brothers College che conquistò la medaglia d'argento nel torneo di calcio dei Giochi della III Olimpiade.